# Saint-Même-les-Carrières
 Saint-Même-les-Carrières  es una población y comuna francesa, en la región de Poitou-Charentes, departamento de Charente, en el distrito de Cognac y cantón de Segonzac.

## Demografía
| 1189 | 1213 | 1248 | 1171 | 1108 | 1052 |
| Para los censos de 1962 a 1999 la población legal corresponde a la población sin duplicidades (Fuente: INSEE [Consultar]) |      |      |      |      |      |